# 喬洛
喬洛（Thyolo）是非洲東南部國家馬拉維的城鎮，也是乔洛县的首府，由南部區負責管轄，是現任馬拉維總統賓古·瓦·穆塔里卡的出生地，鎮上有數個茶園，2008年人口估計7,029。

## 外部連結
16°04′S 35°08′E / 16.067°S 35.133°E